# Vrsar
Vrsar (italijansko Orsera) je istrsko naselje/mestece z okoli 1500 prebivalci in pristanišče na Hrvaškem, sedež istoimenske občine z okoli 2000 prebivalci, ki upravno spada pod Istrsko županijo.

## Geografija
Vrsar leži severno od Limskega kanala ob obalni cesti Poreč -Rovinj okoli 9 km južno od Poreča. Na koncu 50-meterskega pomola, ki stoji na obali maršala Tita, stoji svetilnik, ki oddaja svetlobni signal: B Bl(2) 5s.
V kraju je marina - Marina Vrsar z globino morja do 14 m. Marina ima 270 privezov in lahko sprejme plovila dolga do 25 metrov. Tu je tudi 35 tonsko dvigalo in servis za popravilo ladijskih motorjev. Na valobranu stoji svetilnik, ki oddaja svetlobni signal: R Bl 2s.

## Zgodovina
Na okoliških vzpetinah (Martuzol, Jugovec in druge) so ostanki ilirskih stavb. Od rimskega naselja Ursaria, ki je stalo na področju današnjega Vrsarja so vidni ostanki v pristanišču in njegovi okolici (skladišča, ter druge stavbe, vodovod, Villa rustica).
V zgodnjem srednjem veku je bil Vrsar zgledno urejeno mesto v lasti poreškega škofa, ki je imel v Vrsarju svojo rezidenco. Od srednjeveških fortifikacij so ohranjena zahodna vrata, pri katerih je slikovita cerkvica sv. Marije iz 12. stol., ki spada v vrsto najpomembnejših romanskih stavb v Istri.

## Demografija
Vrsar, popis 1991; skupaj: 1.624
| Pregled števila prebivalcev po letih | Pregled števila prebivalcev po letih | Pregled števila prebivalcev po letih | Pregled števila prebivalcev po letih | Pregled števila prebivalcev po letih | Pregled števila prebivalcev po letih | Pregled števila prebivalcev po letih | Pregled števila prebivalcev po letih | Pregled števila prebivalcev po letih | Pregled števila prebivalcev po letih | Pregled števila prebivalcev po letih | Pregled števila prebivalcev po letih | Pregled števila prebivalcev po letih | Pregled števila prebivalcev po letih | Pregled števila prebivalcev po letih | Pregled števila prebivalcev po letih | Pregled števila prebivalcev po letih |
| ------------------------------------ | ------------------------------------ | ------------------------------------ | ------------------------------------ | ------------------------------------ | ------------------------------------ | ------------------------------------ | ------------------------------------ | ------------------------------------ | ------------------------------------ | ------------------------------------ | ------------------------------------ | ------------------------------------ | ------------------------------------ | ------------------------------------ | ------------------------------------ | ------------------------------------ |
| 1857                                 | 1869                                 | 1880                                 | 1890                                 | 1900                                 | 1910                                 | 1921                                 | 1931                                 | 1948                                 | 1953                                 | 1961                                 | 1971                                 | 1981                                 | 1991                                 | 2001                                 | 2011                                 | 2021                                 |
| 773                                  | 852                                  | 1147                                 | 1499                                 | 1742                                 | 1709                                 | 1750                                 | 1826                                 | 1566                                 | 902                                  | 830                                  | 1115                                 | 1341                                 | 1624                                 | 1872                                 | 1771                                 | 1535                                 |